# Erica Rivolta
Erica Rivolta (Erba, 22 dicembre 1959) è una politica italiana.

## Biografia

### Attività politica
Consigliera comunale della Lega Nord a Erba dal 1995 al 2002, è presidente del Consiglio comunale dal 1999 al 2002. Dal 2002 al 2005 è consigliera regionale della Lombardia. Nel 2007 è nominata assessore del comune di Erba, rimanendo in carica fino al 2010.
Alle elezioni politiche del 2008 viene eletta deputata della XVI legislatura della Repubblica Italiana nella circoscrizione IV Lombardia per la Lega Nord.
Rieletta consigliera comunale di Erba nel 2012, nel 2017, quando è nominata vicesindaco e assessore, e nel 2022.
Alle elezioni politiche del 2018 approda al Senato della Repubblica, risultando plurieletta: viene infatti proclamata nel collegio uninominale di Como, sostenuta dalla coalizione di centro-destra, nonché nel collegio plurinominale di Milano e di Mantova-Pavia-Cremona, nelle liste della Lega.